# Ballsh
 Ballsh ([baɫʃ]; bepaalde vorm: Ballshi) is na de gemeentelijke herinrichting van 2015 een deelgemeente (njësitë administrative përbërëse) van de Albanese gemeente (bashkia) Mallakastër in het zuidwesten van Albanië. De stad telt 7700 inwoners (2011).
Ballsh ligt circa 20 kilometer ten zuiden van prefectuurshoofdstad Fier. Rond de stad bevinden zich veel aardoliebronnen, en in Ballsh staat er een olieraffinaderij.

## Sport
Voetbalclub KS Bylis Ballsh speelt in de Kategoria Superiore, Albaniës hoogste nationale klasse. De vereniging heeft haar thuisbasis in het stadion Adush Muça, dat een capaciteit van 6500 toeschouwers heeft.